# Pagurus pollicaris
Pagurus pollicaris is een tienpotigensoort uit de familie van de Paguridae. De wetenschappelijke naam van de soort is voor het eerst geldig gepubliceerd in 1817 door Say.